# Сафиуллина, Зульфия Абдулловна
Зульфия Абдулловна Сафиуллина (14 апреля 1952, Казань, Татарская АССР, РСФСР, СССР) — советский, российский и татарский библиографовед и преподаватель, доктор педагогических наук (1994), профессор (1994).

## Биография
Родилась 14 апреля 1952 года в Казани. В 1968 году поступила на библиотечный факультет ЛГИКа, который она окончила в 1973 году и тут же поступила на аспирантуру там же, которую она окончила в 1976 году, в том же году поступила на докторантуру там же, которую она окончила в 1993 году и спустя год по результатам защиты докторской работы ей было присвоена учёная степень доктора педагогических наук. В 1973 году была принята на работу в Казанскую государственную академию культуры и искусств на должность преподавателя и проработав до 1998 года была повышена в должности — стала проректором.

## Научные работы
Основные научные работы посвящены проблемам рекомендательной библиографии, библиографоведения, библиотечно-библиографического образования и формирования информационной культуры. Автор свыше 80 научных работ, а также монографий, учебных пособий и статей.